# 安藤政信
安藤政信（日语：／ Andō Masanobu，1975年5月19日—），日本男演員、電影導演，所屬經紀公司為Horipro。1996年，安藤以電影《壞孩子的天空》橫掃日本電影多項新人獎。代表作包括深作欣二《大逃殺》、三池崇史《46億年之戀》等。

## 簡歷
1994年，安藤在高中畢業前被星探發掘（安藤在高中時曾經留級）。1996年，以電影《壞孩子的天空》出道，一舉奪得該年度日本各大電影獎項的新人獎，以帥氣外貌與純淨演技成為當時最受看好的銀幕小生。
在此之後陸續有电视剧和電影的演出，由於安藤認為「電視劇先敲定卡司和檔期，其後才確定內容，品質很難確保，為了便於觀眾理解，台詞常解釋過度，那還要演員幹什麼？紙人也能演。」於是在2000年的單元劇《學校怪談》春天詛咒特別篇演出之後，宣布不再接演電視劇，而以電影工作為重心。
以前雖然曾經表達希望以一年一部電影的步調進行工作，但在宣傳2006年電影《46億年之戀》時承認這樣的工作頻率過低，近年來積極地參與電影演出。除了日本電影以外，合作對象更廣及中国大陆與台灣的作品。中國名導演陈凯歌曾盛讚安藤是一位「眼神及肢體的表現很完美的演員（目や体で気持ちを表現できる素晴らしい役者）」。
2012年12月31日離開出道以來所隸屬的經紀公司星塵傳播，2013年3月起成為株式会社DECADE的旗下一員；2015年，移籍至Sony Music Artists。2022年，成為Horipro的旗下演員。

## 人物
戲外極為低調，除了電影宣傳，極少在節目上曝光。2015年9月，在11月號的《Numero TOKYO》雜誌與蜷川實花對談中，才提及已於2014年結婚並育有一子，且當時妻子正懷第二胎,在GONIN拍攝結束兩周後便順利產下第二胎。。

## 主要演出

### 電視劇
- 奇跡的少年（1996年，岩手可愛電視台）
- 最後的家族旅行（1996年，TBS）
- 朋友的戀人（日语：友達の恋人）（1997年4月 - 6月，TBS）飾演 柏木朋也
- 聖者之行進（1998年1月 - 3月，TBS）飾演 高原廉
- 青澀時代（1998年7月 - 9月，TBS）飾演 澤木朱里
- 青年向荒野前進'99（1999年，名古屋電視台）
- 學校怪談-恐怖心理學入門（日语：学校の怪談 (テレビドラマ)#学校の怪談 春の呪いスペシャル）（2000年，關西電視台）
- 東野圭吾推理單元劇 第6話（2012年8月16日，富士電視台）飾演 尾藤茂久 / 秋山祐一
- 恋之三陆～坐上联谊列车出发吧（2016年2月 - 3月，NHK綜合台）飾演 大迫達也
- 校對女王 第6話（2016年10月 - 12月，日本電視台）飾演 桐谷步
- 獻給你的勳章（2017年1月3日，富士電視台）飾演 神村錬
- Code Blue 3rd Season（2017年7月 - 9月，富士電視台）飾演 新海廣紀
- 恋のツキ（2018年7月 - 10月，東京電視台）飾演 土屋情
- 黑色醜聞（2018年10月 - 12月，讀賣電視台・日本電視台） 飾演 勅使河原純史
- 因為誤會那是愛（2019年2月 - 3月，WOWOW）飾演 星野誠一郎
- 在神酒診所乾杯（日语：神酒クリニックで乾杯を）（2019年1月 - 3月，BS東視）飾演 神酒章一郎
- 輪到你了（2019年4月 - 9月，日本電視台）飾演 佐野豪
- 麒麟來了（2020年，NHK綜合台） 飾演 柴田勝家
- 忒修斯之船（2020年1月 - 3月，TBS）飾演 坐輪椅的男人 / 木村みきお
- 太陽不會動（2020年5月 - 6月，WOWOW）飾演 櫻井修
- Voice 110緊急指令室（2021年7月 - 9月，日本電視台）飾演 白塗り男 / 久遠京介
- 小道消息 ＃她想知道真正的○○（2022年1月6日 - 3月17日，富士電視台）飾演 仁和正樹
- 金魚妻（2022年2月14日，Netflix） 飾演 平賀卓彌
- 潘朵拉的果實～科學犯罪搜查檔案～ Season1（2022年4月23日 - 6月25日，日本電視台）飾演 カール・カーン
- 潘朵拉的果實～科學犯罪搜查檔案～ Season2（2022年6月25日 - 7月30日，Hulu）飾演 カール・カーン
- 我的第二青春（2023年10月17日 - 12月19日，TBS）飾演 日向祥吾
- Destiny（2024年4月9日 - ，朝日電視台）飾演 奧田貴志

### 電影
- 壞孩子的天空（1996年7月，導演北野武）
- 無辜的世界（日语：イノセントワールド）（1998年10月，東北新社）
- 可愛的人（1998年10月，導演相米慎二）
- Adrenaline Drive（日语：アドレナリンドライブ）（1999年6月）
- 鐵道員（1999年6月，東映，導演降旗康男）
- 太空遊俠（2000年4月，東映，導演本廣克行）
- 失憶星期一（日语：MONDAY）（2000年4月）
- 大逃殺Ｉ ／桐山和雄(男生 6號)（2000年12月，東映，導演深作欣二）
- 被偷聽的人（日语：サトラレ#映画）（2001年3月，東寶，導演本廣克行）
- 赤影（2001年8月，導演中野裕之）
- TOKYO 10+01（2002年8月）
- DRIVE（日语：DRIVE (映画)）（2002年8月）
- 昭和歌謠大全集（日语：昭和歌謡大全集 (映画)）（2003年11月）
- 69 sixty nine（2004年7月，東映，導演李相日）
- 亡國神盾艦（2005年7月）
- BLACK KISS（2006年1月）
- 第三兇間（日语：ギミー・ヘブン）（2006年1月）
- 46億年之戀（日语：46億年の恋）（2006年8月，導演三池崇史）
- 青春☆金屬球棒（日语：青春☆金属バット）（2006年9月，導演熊切和嘉）
- strawberry shortcakes（日语：strawberry shortcakes）（2006年9月）
- 惡夢偵探（日语：悪夢探偵）（2007年1月，導演塚本晉也）
- 惡女花魁（2007年2月，導演蜷川實花）
- 壽喜燒西部片（2007年9月，導演三池崇史）
- 蟋蟀（2007年， 導演青山真治）
- 梅蘭芳（2008年12月，华谊兄弟、中国电影集团公司、英皇电影）
- 刀见笑（2010年3月，导演乌尔善）
- 賽德克·巴萊（2011年9月，導演魏德聖）
- 走私者 搬運你的未來（日语：スマグラー#映画）（2011年10月，導演石井克人，台灣上映日期2012/8/10）
- R-18文學獎 vol.1 把自己綁死的我（2013年2月）
- 花瓣舞（2013年4月，導演石川寬）
- 無無眠（2015年，導演蔡明亮）
- GONINサーガ（2015年9月，飾演式根誠司，導演石井隆）
- 水手服與機關槍（2016年）
- 貞子vs伽椰子（2016年）
- Le coeur régulier（2016年，導演Vanja d'Alcantara）
- 花芯（2016年，飾演：上司越智，導演安藤尋）
- 暗金丑岛君：完结篇 闇金ウシジマくん ザ・ファイナル（2016年，飾演：鰐戸一，導演山口雅俊）
- 不放過任何事件的偵探（2017年，導演吉村慶介）
- 不放過任何事件的偵探2（2018年，導演吉村慶介）
- Still Life of Memories記憶的靜物（2018年，導演矢崎仁司）
- 閃耀人生的眼鏡（2018年，導演犬童一利）
- Code Blue: Season 3（2018年7月，飾演：新海廣紀，導演西浦正記）
- Day and Night（2019年，導演藤井道人）
- 神劍闖江湖 最終章 The Beginning（2021年，飾演：高杉晉作，導演大友啓史）
- 岸邊露伴在羅浮（2023年5月，飾演：辰巳隆之介，導演渡邊一貴）
- 城市猎人（2024年4月，饰演槇村秀幸，导演佐藤祐市）

## 拍攝作品
- アダージェット (SF Short Films第三彈麻生久美子,2003年)

## 拍攝廣告
- SHARP液晶デジタルビューカム(1996年)
- 江崎格力高百奇（1996年）
- 札幌啤酒冬物語（1996年）
- 青木Les Mues（1996年）
- 伊藤園茉莉花茶（1998年）
- NTT DoCoMo公司（1998年至1999年）
- 豐田汽車ist
- 資生堂TSUBAKI(2012年6月,與水原希子,巴黎取景)
- DeNA三國戰役（2013年5月）

## 寫真集
- 青年は荒野をめざす'99全記録
- バトル・ロワイアル 写真集
- BR→RS
- RED SHADOW 赤影 PREMIUM PHOTO
- Ken&Adama 69 sixty nine (和妻夫木聪合作拍摄)

## 獎項
- 壞孩子的天空
  - 第20回日本電影金像獎新人獎
  - 第21回報知電影獎最優秀新人獎
  - 第51回每日電影獎新人獎
  - 第34回金箭獎電影新人獎
  - 第6回東京體育電影節新人獎
  - 第18回横滨电影节新人獎
  - 第9回日刊體育電影大獎新人獎
  - 第6回日本電影影評人大獎新人獎
  - 第70回電影旬報獎新進男演員獎
  - 第22回大阪電影節新人獎
  - 第11回高崎電影節最優秀新人男演員獎
  - 第39回日本电影记者奖新人奖

## 外部連結
- 安藤政信 - Horipro （页面存档备份，存于）
- 安藤政信的Instagram帳戶
- Official Website官方網站 - DECADE
- Facebook粉絲專頁
- 安藤政信的X（前Twitter）